# Birla
Birla er et dansk pigenavn fra vikingetiden, det betyder lille bjørn. 
Første gang det blev godkendt som navn i Danmark, i nyere tid , var i 1973.
| Fornavne | Spire Denne artikel om et fornavn er en spire som bør udbygges. Du er velkommen til at hjælpe Wikipedia ved at udvide den. |